# 특례법
특례법(特例法)이란 어떤 법률에서 규정하고 있는 내용에 대하여 특례를 규정함을 목적으로 제정된 법률을 뜻한다.

## 예
- 교통사고처리특례법
- 입양특례법
- 환급특례법